# Okinoshima, Shimane
Okinoshima (japanska: 隠岐の島町?, Okinoshima-chō) är en landskommun (köping) i Shimane prefektur i Japan.  Kommunen är en del av Okiöarna och omfattar ön Dōgo och kringliggande småöar, bland annat Okinashima, Obanashima, Tsunameshima, Shijikijima och Ombeshima. I kommunen ingår också de omstridda Liancourtöarna (Takeshima) som ligger cirka 150 km nordväst om Dōgo och som för närvarande (2023) är under sydkoreansk kontroll. 
Kommunen bildades 2004 genom en sammanslagning av kommunerna Saigō, Fuse, Goka och Tsuma.